# Nguyễn Văn Lai
Nguyễn Văn Lai (sinh năm 1986) là một vận động viên điền kinh người Việt Nam. Nguyễn Văn Lai từng nhiều lần vô địch quốc gia ở các cự ly trung bình (5km và 10km), cũng như đã giành được huy chương vàng Sea Games.

## Thành tích nổi bật

### Ở Sea Games
Nguyễn Văn Lai đã nhiều lần đoạt huy chương vàng Sea Games. Anh đang giữ kỷ lục cự ly 5000m, lập ở Sea Games 2015.
Ở Sea Games 31, Nguyễn Văn Lai đã giành cú đúp huy chương vàng cự ly 5000m và 10.000m.

### Các giải đấu trong nước
Nguyễn Văn Lai thi đấu cho đoàn thể thao Quân đội. Từ năm 2009 đến năm 2023 Nguyễn Văn Lai đã 13 lần vô địch quốc gia cự ly 5000m và nhiều lần vô địch cự ly 10.000m.
Từ năm 2023, Nguyễn Văn Lai chuyển sang thi đấu cự ly marathon. Anh đã giành chức vô địch giải đấu Vnexpress Marathon Huế 2023.